# 車輪配置 4-6-0

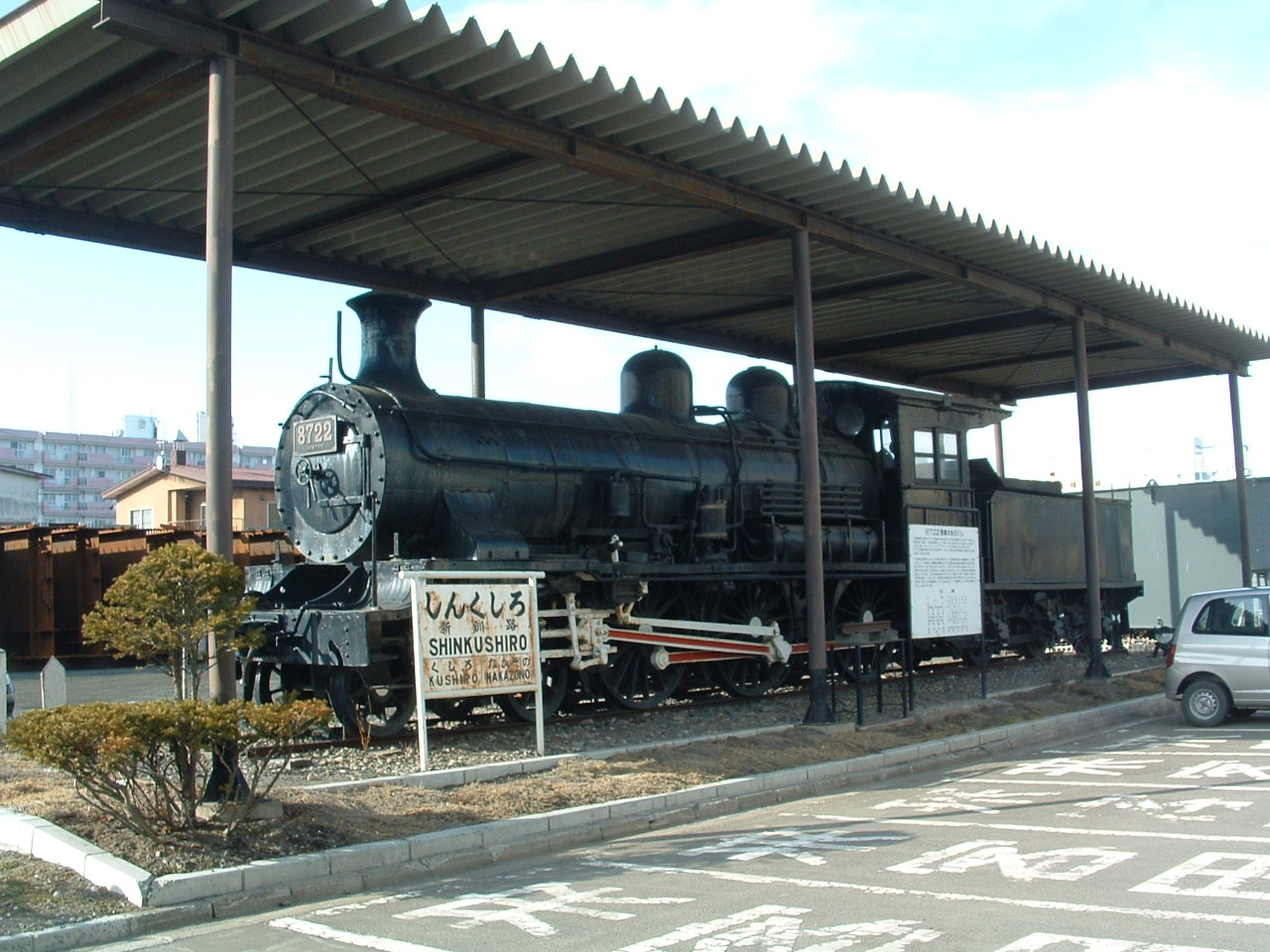
国鉄8700形蒸気機関車

車輪配置 4-6-0 (しゃりんはいち4-6-0、ホワイト式分類)は2軸先輪・3軸動輪で構成されるものをさす。アメリカ式分類での愛称は「テンホイラー（Ten-wheeler）」。

## 概要
4-6-0という車輪配置は4-4-0の動輪数を増やし、牽引力を増強するためアメリカで開発されたもので、特許は1854年ウィリアム・ノリスによってとられているが、アイディア自体はエリー鉄道のジョン・ブランドの方が古かったとされる。
当初は4-4-0と比べて動輪増加による線路への追随性調整が難しいためすぐには広まらなかったものの、1850年代から次第に存在が認められ始め、ペンシルバニア鉄道やボルチモア＆オハイオ鉄道にも採用されて、高速安定性と牽引力の双方を兼ね備えた機関車として高速貨物や重量旅客列車用として使用された。
1870年代には4-4-0との激しい競争の末、広く一般に使える機関車として認知されるようになり、以後1910年頃まで旅客機の主役となったが、それ以後は4-6-2や4軸以上の動輪を持つ機関車に押されて影が薄くなった。
一方ヨーロッパではこの車軸配置の導入が遅れ、ヨーロッパで最初に製造された4-6-0はイギリスのニールソン社が1880年に製造したのが最初だが、これは当時英領だったインド（インダス・バレー官営鉄道（IVSR）のL型）向けで、欧州で使用された第1号は1884年イタリア上部鉄道（SFAI）が製造したヴィットリオ・エマヌエレ型で、これはトリノ～ジェノヴァの急な坂があった路線を勾配の緩い（ただし長大なトンネルがあった）新線に直す際に使う貨客両用機で、（煤煙対策のため火力の高いウェールズ炭を使用する好条件下ではあったが）130ｔの列車を引いて時速40kmの維持ができたが、どちらかというと2-6-2の方が好評であった。
なお、前述のイギリスでは1894年製造のハイランド鉄道「ビッグ・グッズ」型が自国内最初の使用であるが、この機関車が貨客両方とも好評であったためイギリスの機関車大型化につながるきっかけとなり、1930年代になると4-6-0はイギリスで最も広く使用されるテンダー型機関車となっており、国鉄標準4型や5型などは1957年まで製造が続けられ、蒸気機関車引退の頃まで使用され続けた。
日本では1911年に幹線旅客機用に英・独（2社）・米の機関車メーカーに比較検討のため別々に発注して導入された3形式が初の採用だったが、そこでアメリカのアルコ社がテンホイラーではなくパシフィック（4-6-2
）を売り込み、その後の本格国産機であるC51もパシフィックに成ったことで最初で最後の形式となった。
蒸気機関車以外ではイギリスで珍しい例として、1958年に蒸気機関車の足回り流用でテンホイラーの機械式ガスタービン機関車GT型が製造されている。

## 各国の車輪配置 4-6-0の機関車
イギリス
グレート・ウェスタン鉄道1000形蒸気機関車
グレート・ウェスタン鉄道2900形蒸気機関車
グレート・ウェスタン鉄道4000形蒸気機関車
グレート・ウェスタン鉄道4900形蒸気機関車
グレート・ウェスタン鉄道6000形蒸気機関車
グレート・ウェスタン鉄道6959形蒸気機関車
5AT先進技術蒸気機関車
イギリス国鉄4形4-6-0蒸気機関車
イギリス国鉄5形蒸気機関車
SR_ロード・ネルソン形蒸気機関車
LMSロイヤル・スコット級蒸気機関車
LMSパトリオット級蒸気機関車
LMSジュビリー級蒸気機関車
LMSコロネーション級蒸気機関車
 日本
国鉄8700形蒸気機関車
国鉄8800形蒸気機関車
国鉄8850形蒸気機関車

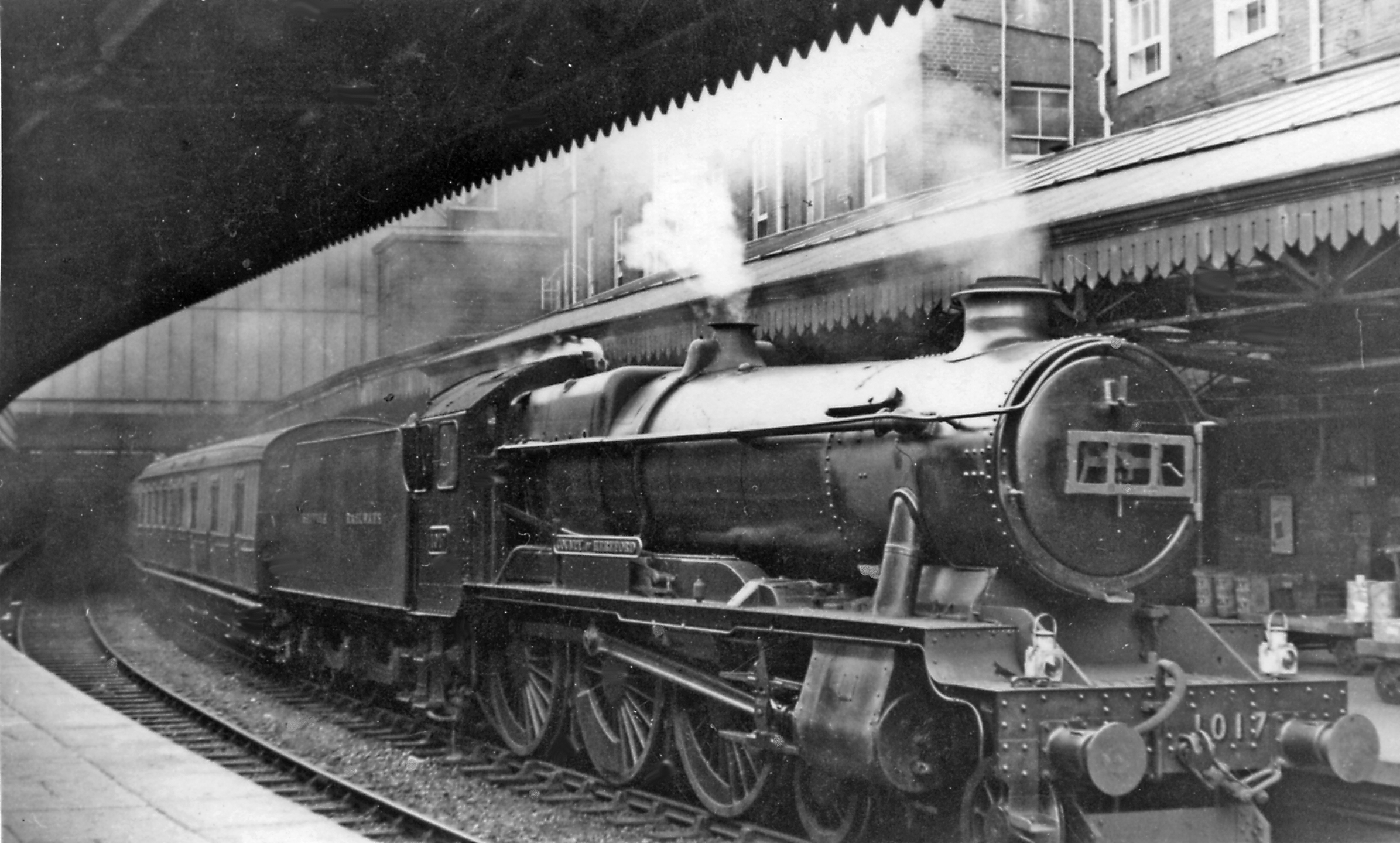
グレート・ウェスタン鉄道1000型
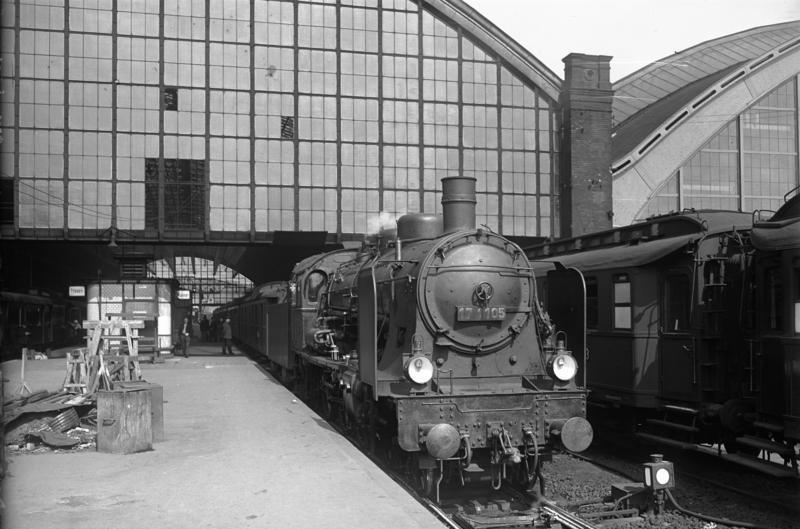
プロシア鉄道S10型
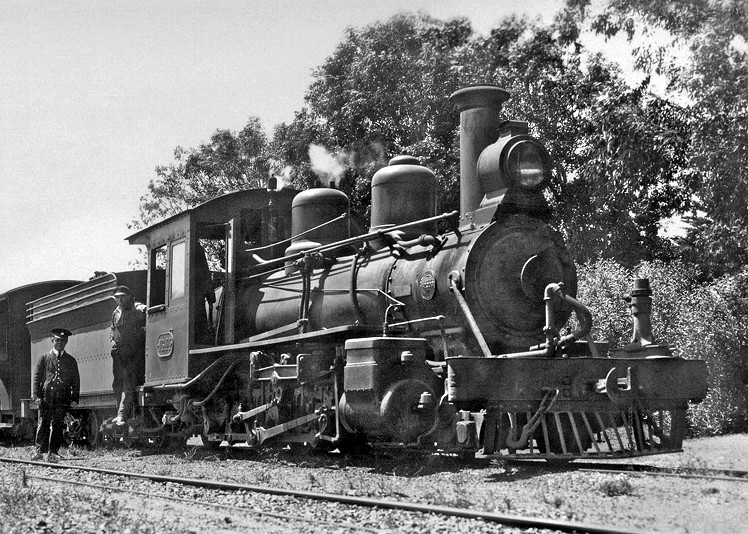
南アフリカ鉄道NG9型